# Paraguay vasúti közlekedése
Paraguay vasúthálózatának hossza 376 km volt. Egy fontosabb vonalból állt, mely összekötötte Asunciónt és Encarnaciónt. Jelenleg 36 km működő vasút van az országban. A 21. század elején a vasúti közlekedés többnyire megszűnt.

## Története
Az első vasútvonalat 1861-ben adták át, Carlos Antonio López korszakában. A vasutakat 1961-ben államosították. 1988-ra a vasúti közlekedés teljesen elavult, régi, fával fűtött, lassú vonatok közlekedtek az országban. Az elszállított áruk mennyisége folyamatosan csökkent. Az 1970-es és az 1980-as években a közúti és a vízi szállítás hatékonyabb lett, de néhány mezőgazdasági terméket még továbbra is vasúton szállítottak. 2002-ben megalakult a Ferrocarriles del Paraguay S.A., majd 2006-ban szinte teljesen megszűnt a vasúti közlekedés. Egyedül a heti turisztikai vonatok és a nemzetközi teherszállítás maradt meg egy rövidebb szakaszon. Az egykori főpályaudvart Asunciónban átalakították vasúti múzeummá.

## Vasúti kapcsolat más országokkal
- Argentína  - van, azonos nyomtáv
- Bolívia - nincs ??
- Brazília - van, eltérő nyomtáv (1000 mm / 1435 mm)